# Устроњ
Устроњ (пољ. Ustroń) је град у Пољској у Војводству Шлеском у Повјату ћешинском. Према попису становништва из 2011. у граду је живело 15.956 становника.

## Становништво
Према прелиминарним подацима са пописа, у граду је 2011. живело 15.956 становника.
| 2002.  | 2011.  | 2012.  |
| ------ | ------ | ------ |
| 15.322 | 15.956 | 16.002 |

## Партнерски градови
- Пјештјани
- Хајдунанаш
- Лухачовице
- Будимпешта XI округ
- Нојкирхен-Влуин